# 森田恭二
森田 恭二（もりた きょうじ、1944年 - ）は、日本の歴史学者。帝塚山学院大学名誉教授。日本中世史専攻。

## 来歴
京都府出身。1967年関西学院大学商学部卒、74年同大学院文学研究科日本史学博士課程満期退学。兵庫県立川西緑台高等学校教諭、大阪市立高等学校教諭、宇治市歴史資料館副館長、帝塚山学院大学短期大学部助教授、2000年「足利義政の研究」で関西学院大学博士（歴史学）。帝塚山学院大学人間文化学部教授を退職し、名誉教授。

## 著書
- 『足利義政の研究』和泉書院 日本史研究叢刊 1993
- 『河内守護畠山氏の研究』近代文芸社 1993
- 『戦国期歴代細川氏の研究』和泉書院 日本史研究叢刊 1994
- 『古代・中世くらしの文化 日本生活文化史』編著 和泉書院 1996
- 『大乗院寺社雑事記の研究』和泉書院 日本史研究叢刊 1997
- 『龍馬回想 青雲の志』和泉書院 2004
- 『豊臣秀頼 悲劇のヒーロー』和泉書院 2005

## 編著
- 『おもしろ日本史』編著 和泉書院 2008
- 『『河内名所図会』『和泉名所図会』のおもしろさ』編著 和泉書院 上方文庫別巻シリーズ 2010